# Маргарита (остров)
Вижте пояснителната страница за други значения на Маргарита.
Маргарита (на испански: Margarita) е остров в югоизточната част на Карибско море, най-големия остров на Венецуела, съставляващ щата Нуева Еспарта. От континента го отделя проток широк 22 km, в който са разположени по-малките острови Коче и Кубагуа. Площта му е 1072 km², дължината от запад на изток 69,4 km, а ширината – до 33,2 km. Състои се от две обособени части, съединени чрез дълъг и тесен провлак (пясъчна коса), заграждащ от север голямата лагуна Арестинга. Бреговете му са слабо разчленени, заети от великолепни плажове с обща дължина 152 km. Релефът му е хълмист и нископланински с максимална височина връх Серо Копей (988 m), в източната част и връх Серо де Маканао (702 m) в западната част. Климатът е субекваториален, топъл и сух с температури между 24 и 37°С. Растителността е представена от ксерофитни храсти и кактуси, а във високите части – от гори с опадливи листа през сухия (зимен) сезон. На острова има два национални парка и три естествени резервата с много видове птици – фламинго, пеликани, папагали и др.
Основните отрасли са туризъм, риболова, скотовъдство, тропическо земеделие, добив на бисерни миди и строителството. Разработват се малки находища на магнезит. През 2011 г. населението е наброявало 491 610 души. Най-големият град на острова е Порламар, който е известен като търговски център и е близо до втория по големина град – Пампатар. Административен център на щата Нуева Еспарта е по-малкия град Ла Асунсион. Островът е зона за свободна търговия и е мястото с най-евтините перли на света.
Остров Маргарита е открит на 15 август 1498 г. от великия испански мореплавател Христофор Колумб по време на третата му експедиция и е наименуван от него в чест на принцеса Маргарита Австрийска (1480 – 1530).